# Stadio Paolo Mazza
Das Stadio Paolo Mazza ist ein Fußballstadion der Stadt Ferrara, Region Emilia-Romagna, in Italien. Das städtische Stadion ist die Heimstätte des Fußballvereins SPAL. Die Spielstätte verfügt über eine Kapazität von 16.134 Plätzen, die ausschließlich Sitzplätze sind.

## Geschichte
Die Sportstätte wurde 1928 in der Amtszeit des Präsidenten Ferri von dem Architekten Savonuzzi gebaut und am 20. September 1928 eingeweiht. Zum damaligen Zeitpunkt fasste das Stadion ca. viertausend Zuschauer. Zum Aufstieg in die Serie A 1951 wurde das Stadion umfassend renoviert und auf ein Fassungsvermögen von 25.000 Zuschauern erweitert. Weitere Umbaumaßnahmen erfolgten kurze Zeit später, als die Westkurve überdacht wurde und eine weitere Tribüne entstand. Das Stadion ist die fünftälteste Spielstätte in Italien. Mit der SPAL verbrachte das Stadion 16 Spielzeiten in der Serie A (1951/52 bis 1963/64 und 1965/66 bis 1967/68). In der Saison 2008/09 sowie bis zum Dezember 2009 trug hier zudem die Mannschaft der Associazione Calcio Giacomense aus Masi Torello (FE) ihre Heimspiele in der viertklassigen Lega Pro Seconda Divisione aus, da das eigene Stadion Stadio Comunale Benito Villani nicht für die Spielklasse geeignet ist. Im Januar 2010 zog Giacomense allerdings ins Stadio Savino Bellini nach Portomaggiore. Das Stadion wurde 2017 renoviert sowie die Besucherkapazität auf 13.135 erhöht. Im Sommer 2018 erfolgte ein weiterer Umbau, um die Kapazität auf 16.134 Sitzplätze zu erweitern. Zurzeit dient das Stadio Paolo Mazza als Heimstadion von SPAL Ferrara in der Serie B.

## Namensgebung
Nach dem Tod von Paolo Mazza wurde das Stadion 1982 zu seinen Ehren umbenannt. Mazza führte die Geschicke der Mannschaft als Trainer von SPAL Ferrara 1936/37 und von 1939 bis 1942. Nach dem Zweiten Weltkrieg wurde er zuerst Sportdirektor und 1946 Präsident der Mannschaft, die unter seiner Führung in die Serie A aufstieg und dort 16 Spielzeiten verbrachte. Er blieb Präsident bis 1976.

## Galerie

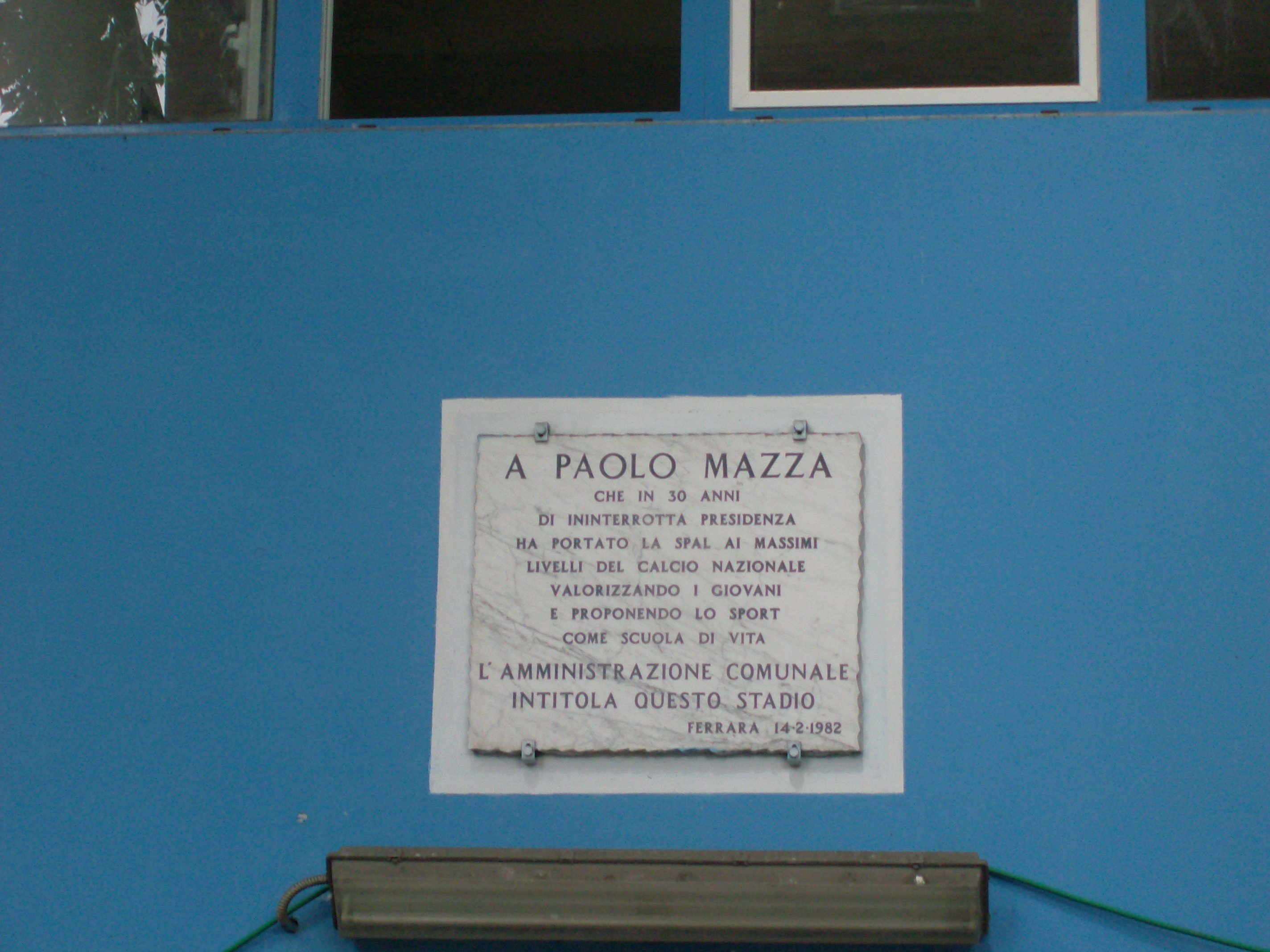
Gedenkplakette für Paolo Mazza
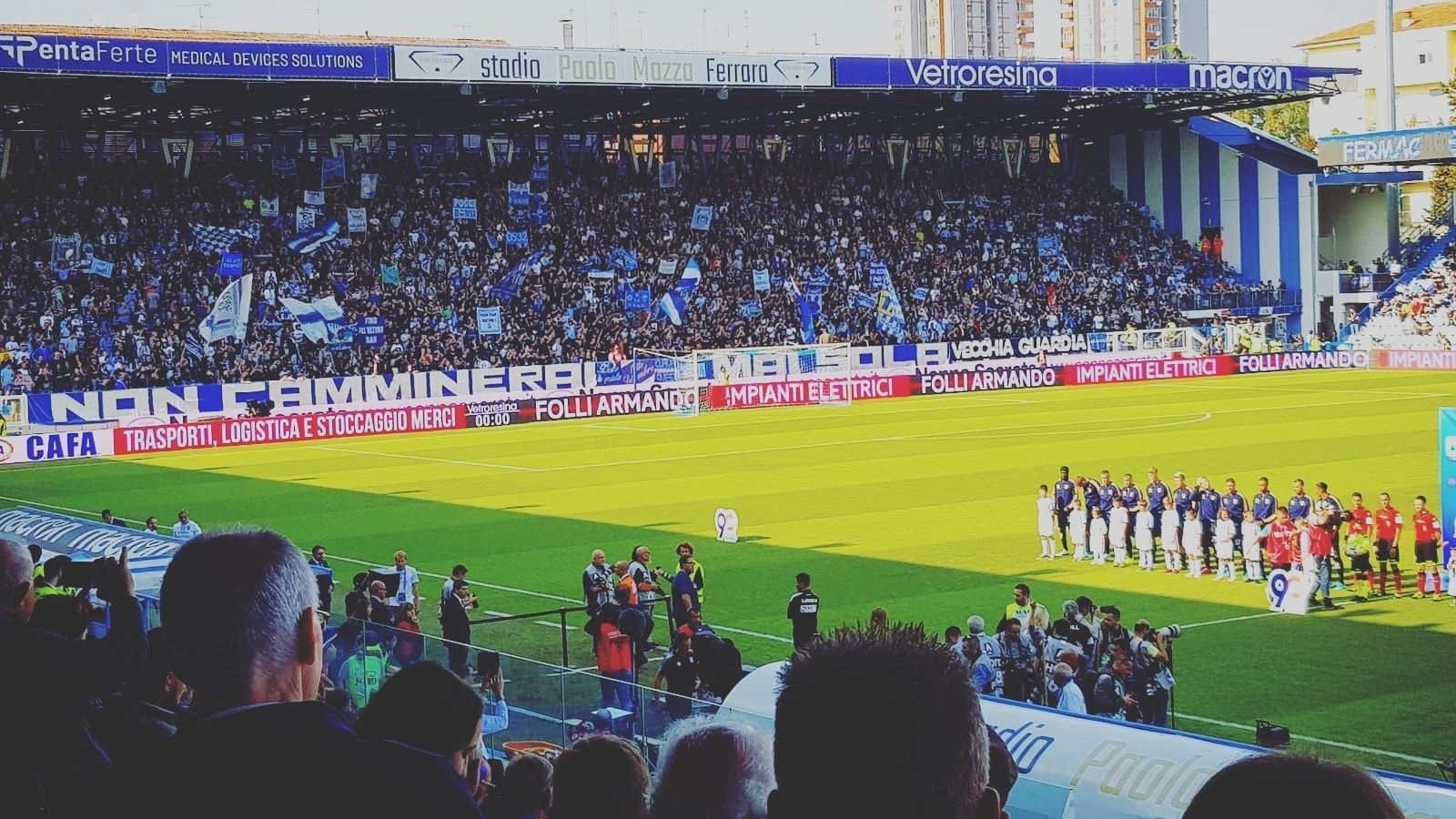
Curva ovest (2017)
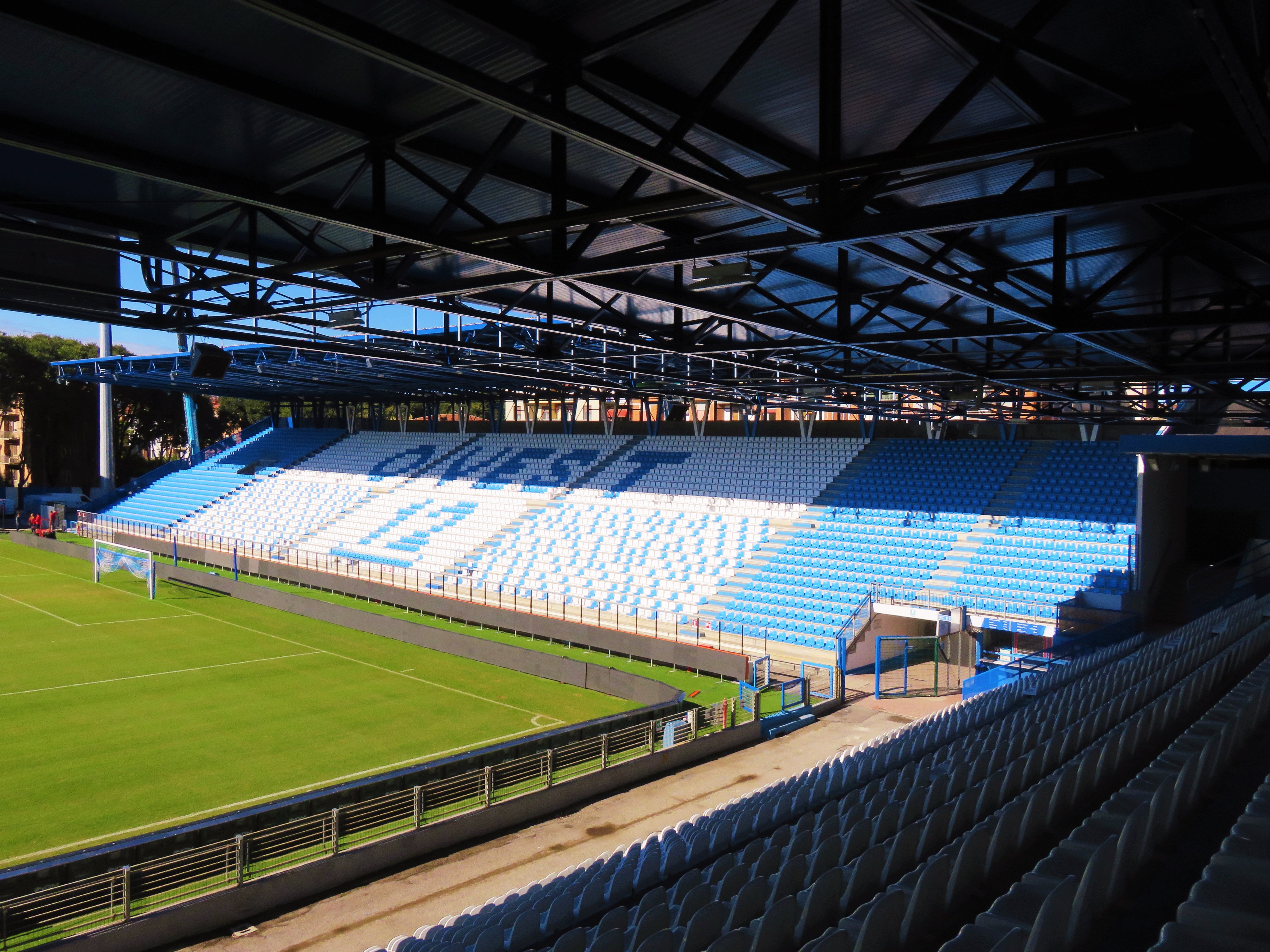
Curva ovest (2018)
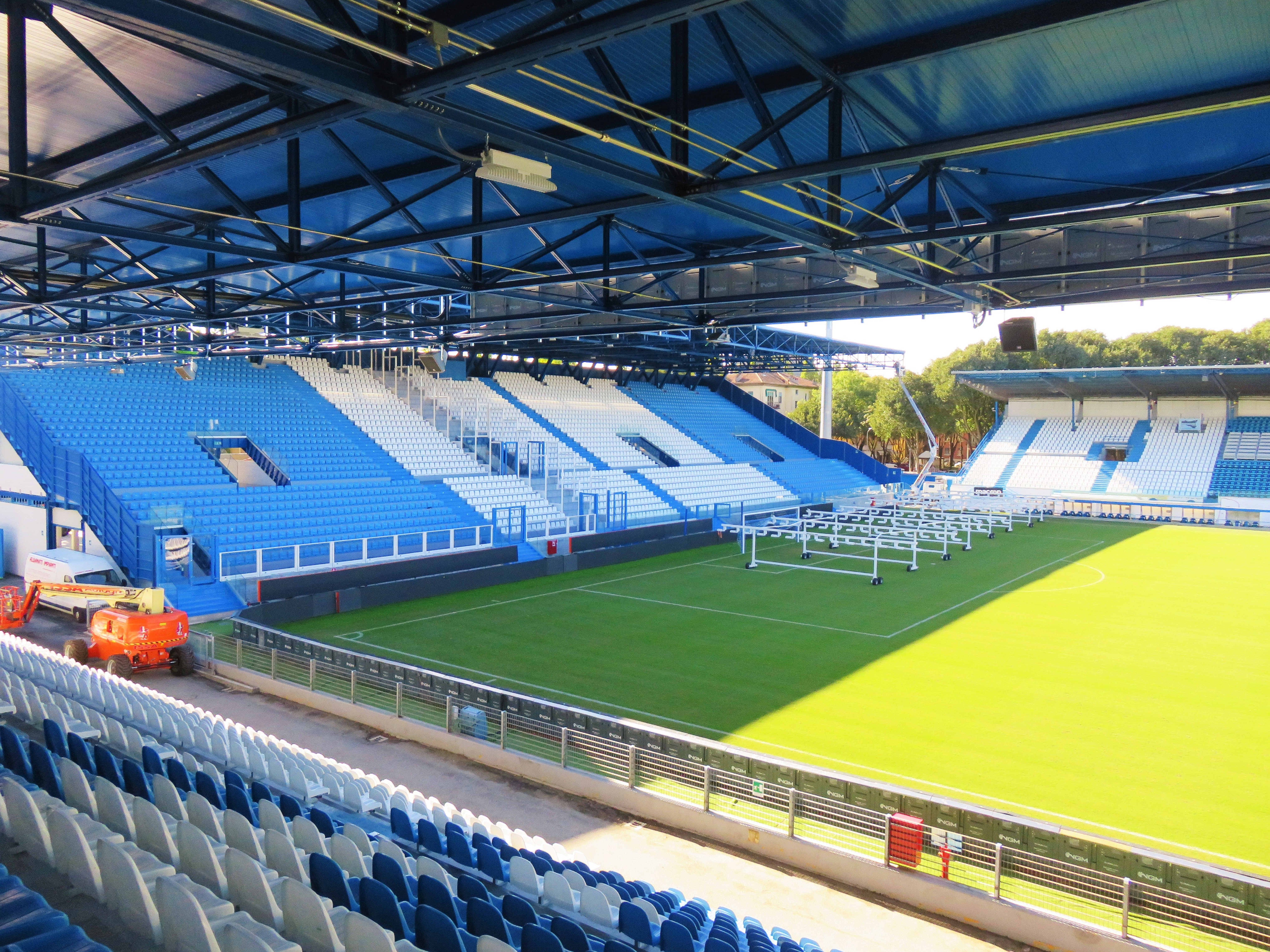
Curva vest mit Gästeblock (2018)
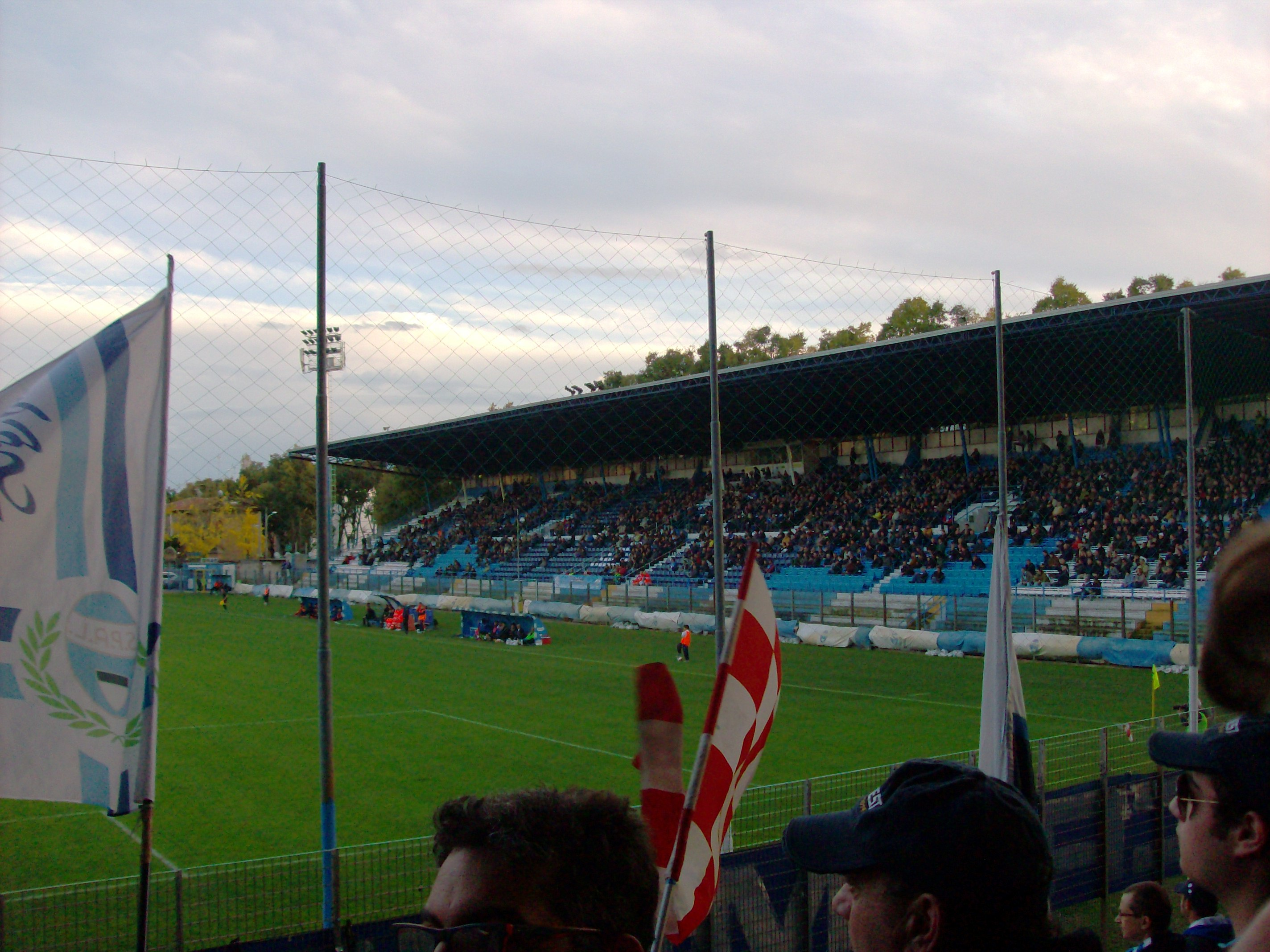
Haupttribüne des Stadions (2014)
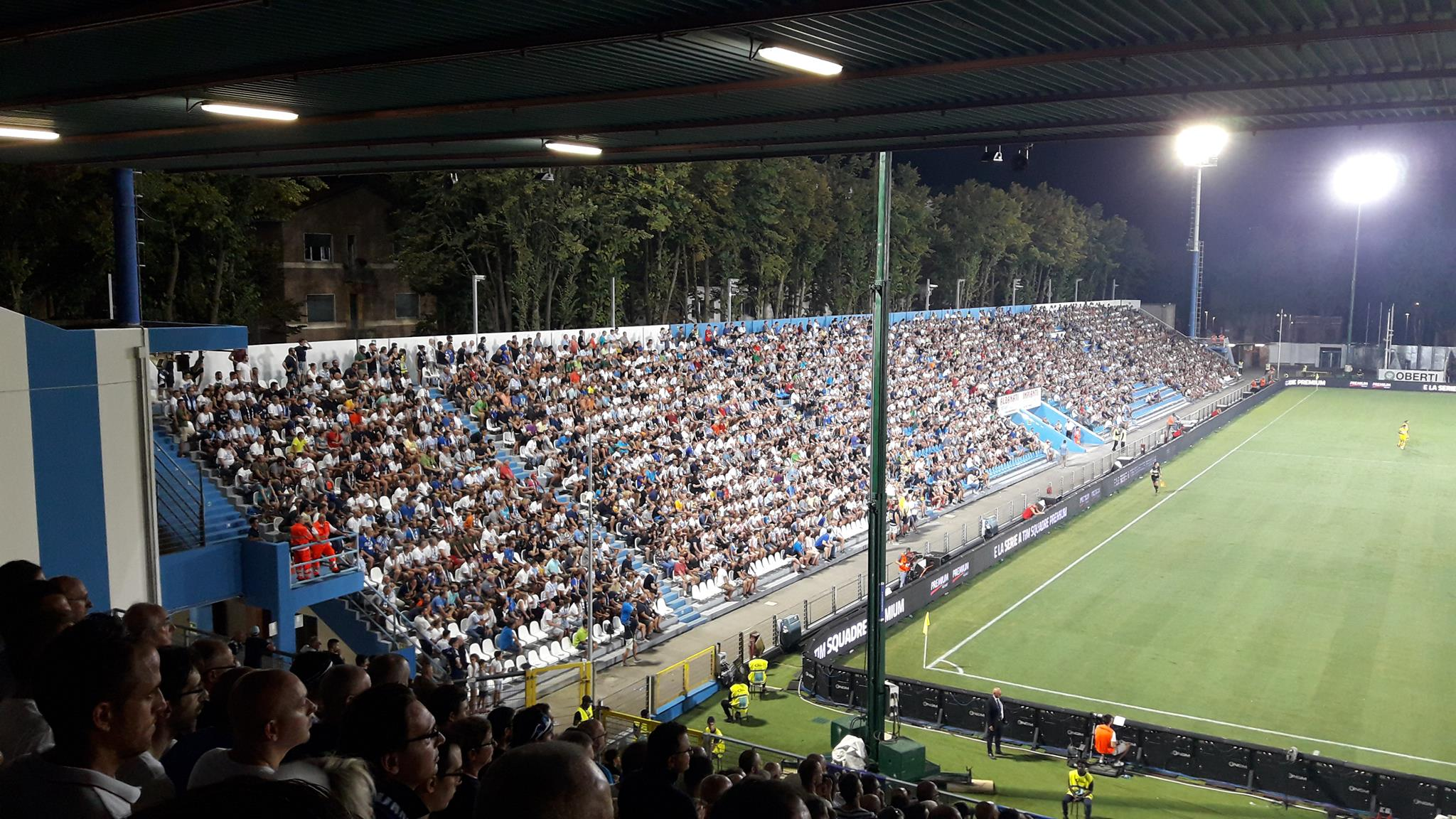
Gegentribüne (2017)
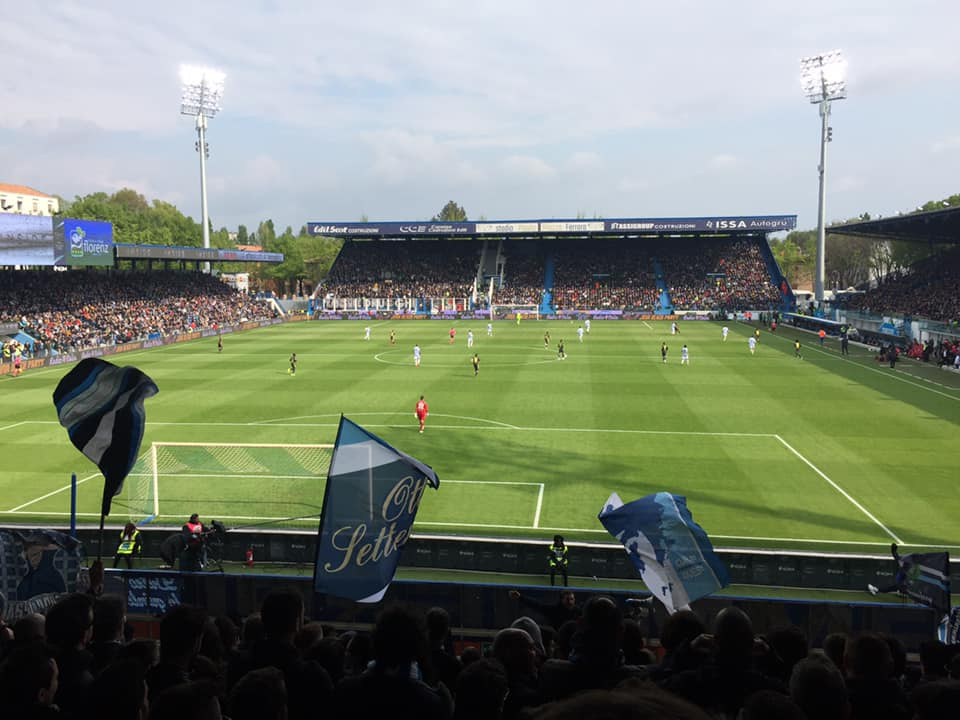
Spielszene (2019)